# Ваља Букурулуј (Алба)
Ваља Букурулуј (рум. Valea Bucurului) насеље је у Румунији у округу Алба у општини Понор. Oпштина се налази на надморској висини од 937 m.

## Становништво
Према подацима из 2002. године у насељу је живело 68 становника, од којих су сви румунске националности.